# Panji Mulia I
Panji Mulia I is een bestuurslaag in het regentschap Bener Meriah van de provincie Atjeh, Indonesië. Panji Mulia I telt 1172 inwoners (volkstelling 2010).